# Christ de pitié
Ne doit pas être confondu avec Ecce homo, Homme de douleurs ou Serviteur souffrant.
Un Christ de pitié ou Christ aux liens est une représentation artistique de Jésus, attendant son supplice,, lors d'un épisode de la Passion, s'intercalant entre deux tableaux (ou « stations ») du Chemin de croix : Jésus est dépouillé de ses vêtements et abreuvé de fiel (station X) et Jésus est cloué sur la croix (station XI).

## Caractéristiques
Sur le plan artistique, le Christ de pitié ou Christ aux liens est représenté assis dépouillé de ses vêtements (sa tunique est généralement représentée couvrant partiellement le rocher sur lequel il est assis) avant de subir la Crucifixion sur le Golgotha. Il a les poignets et les chevilles entravés par une corde. Naturellement, cette représentation peut comporter des variantes selon les œuvres.
Cette représentation artistique est souvent confondue avec deux autres :
- l′Ecce homo représentant Jésus debout, après la flagellation et sortant du prétoire, désigné à la foule par Ponce Pilate par le fameux « Voici l'homme ! », et affublé des attributs dérisoires de sa royauté, la couronne d'épines, la tunique de pourpre ensanglantée et le sceptre de roseau.
- le Christ aux plaies ou Christ ressuscité,  montrant ses plaies et assis sur son tombeau ouvert ou entrouvert (ex : Le Christ mort soutenu par deux anges d'Andrea Mantegna).

La figure du Christ assis a été décrite en 1905 par Émile Mâle, qui date sa diffusion de la fin du XVe ou du commencement du XVIe siècle. Ce moment pris sur le vif aurait pu être inspiré aux artistes par les représentations de la Passion au cours des Mystères.

## Sculptures

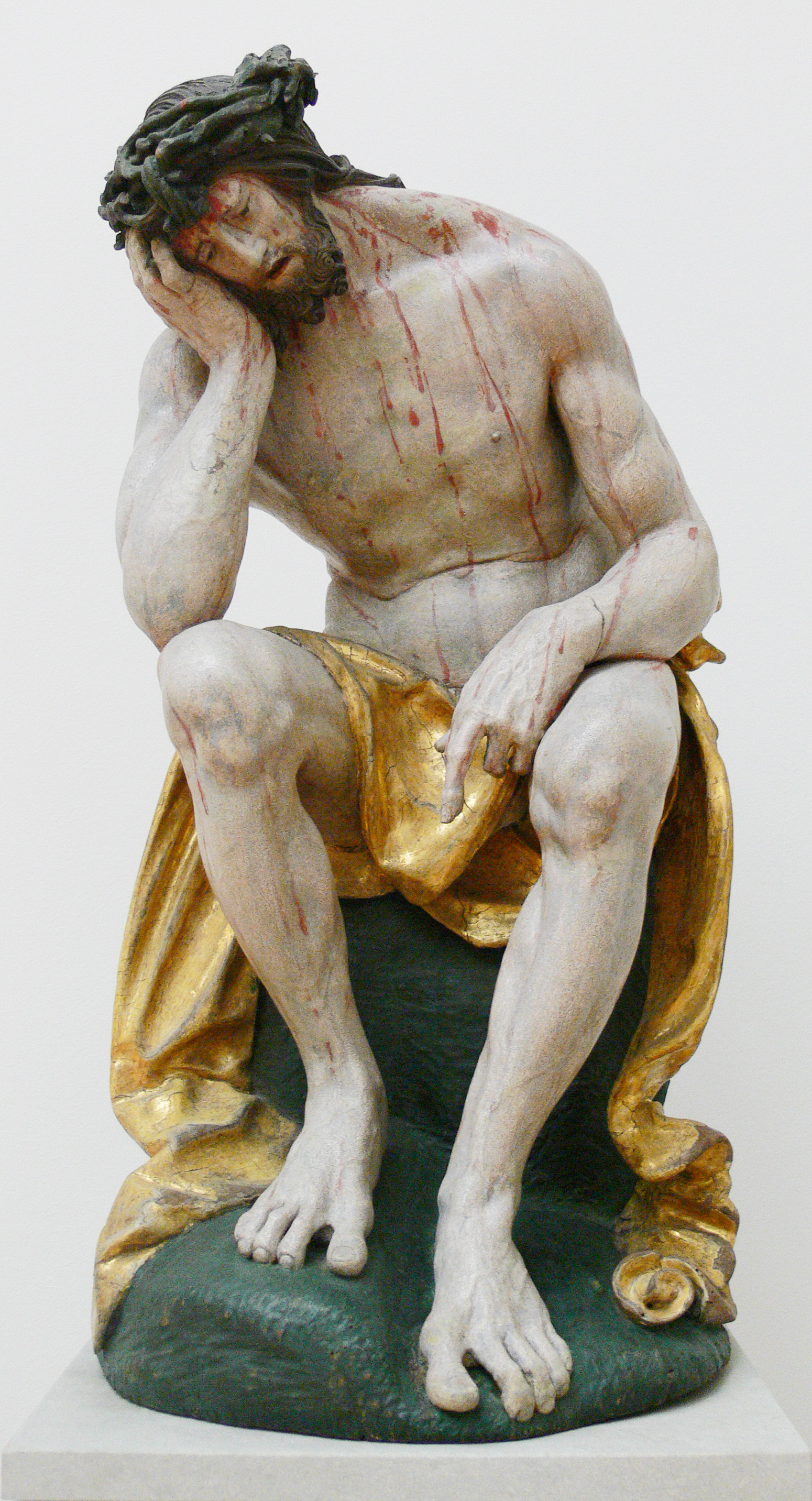
Hans Leinberger, Christ de pitié, c. 1525, 75 cm., Bode-Museum, Berlin.
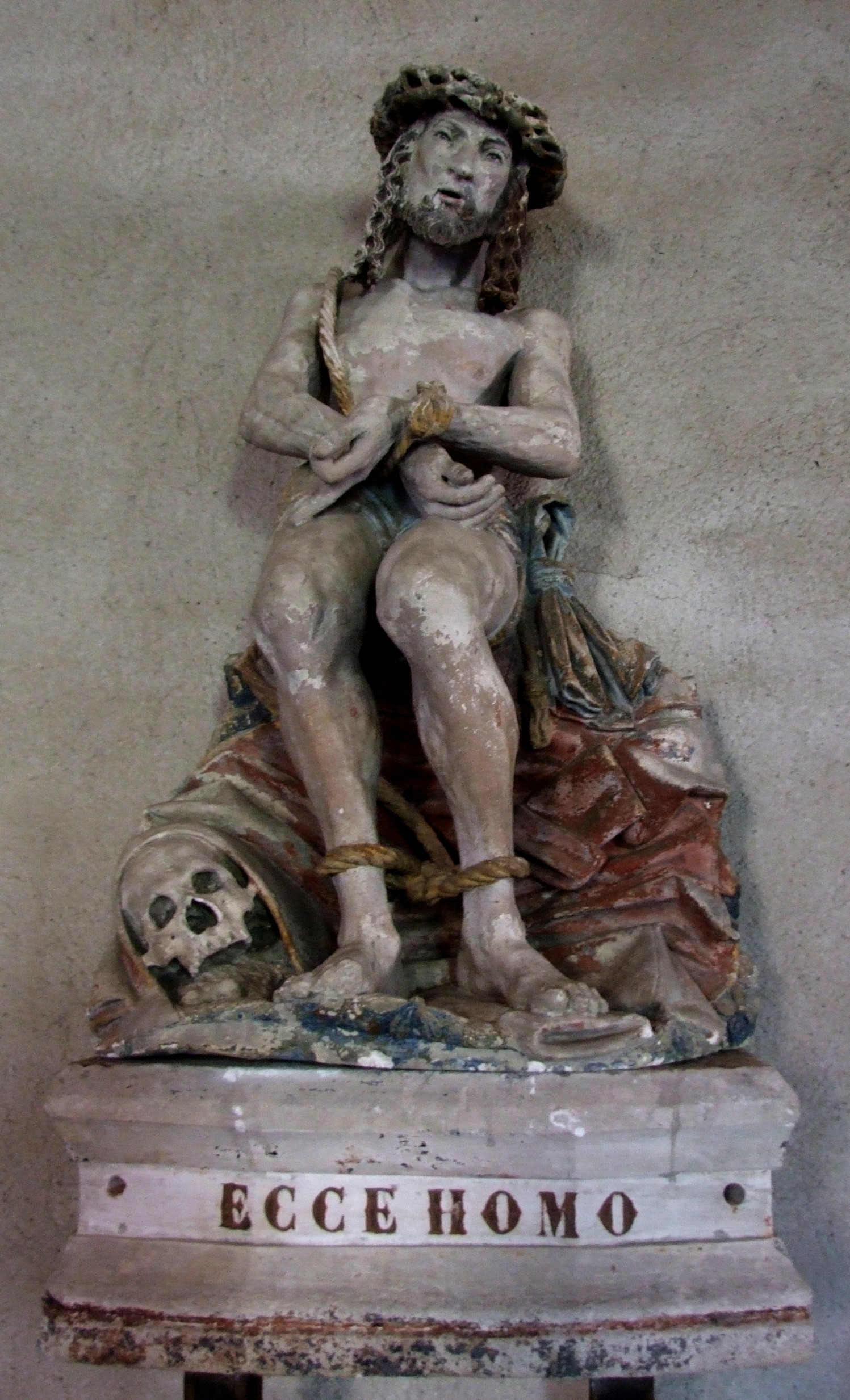
Salives (Côte-d'Or), église Saint-Martin, Christ de pitié (XVe – XVIe siècle)
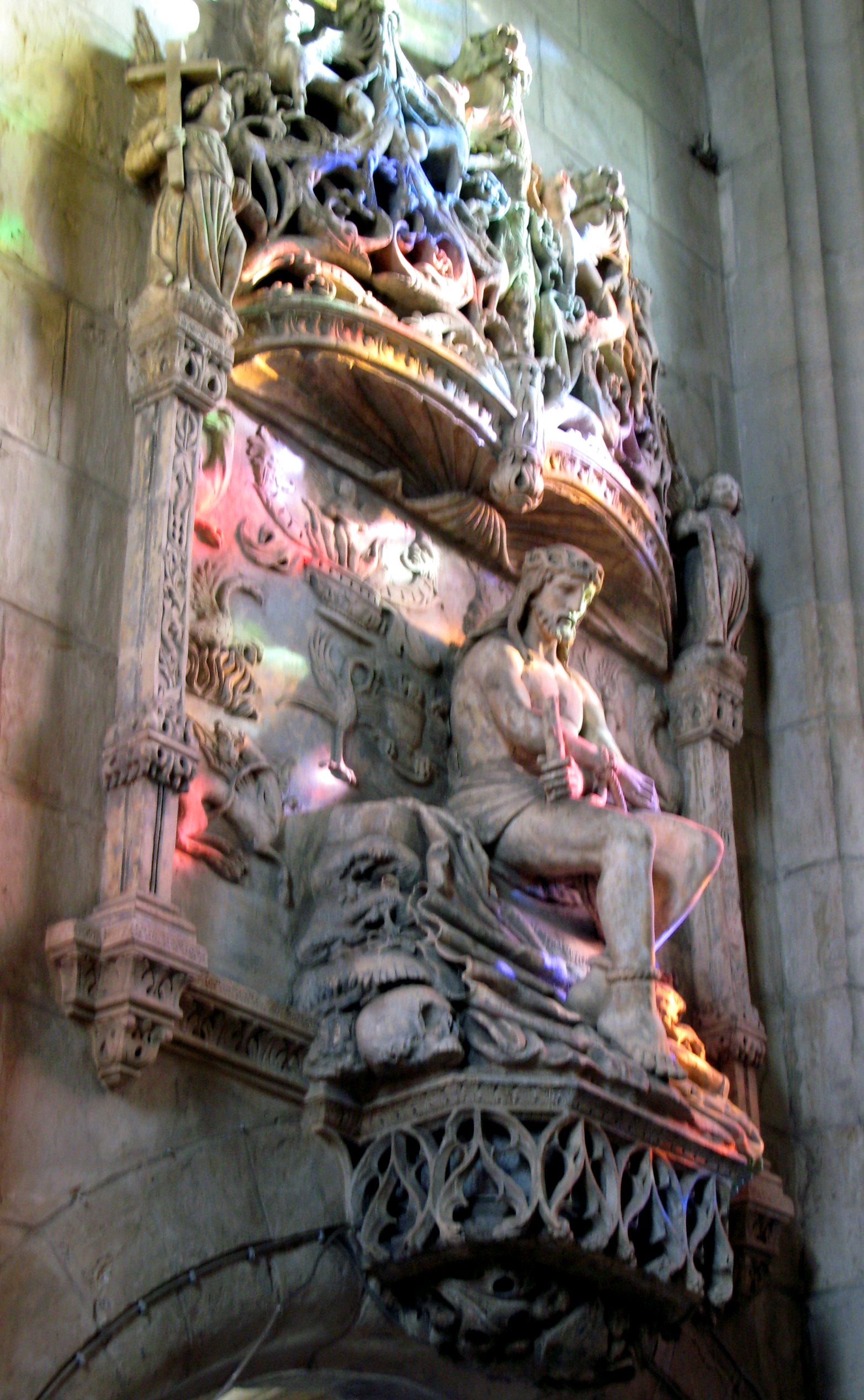
Église Saint-Sépulcre de Montdidier (Somme), Christ de pitié.
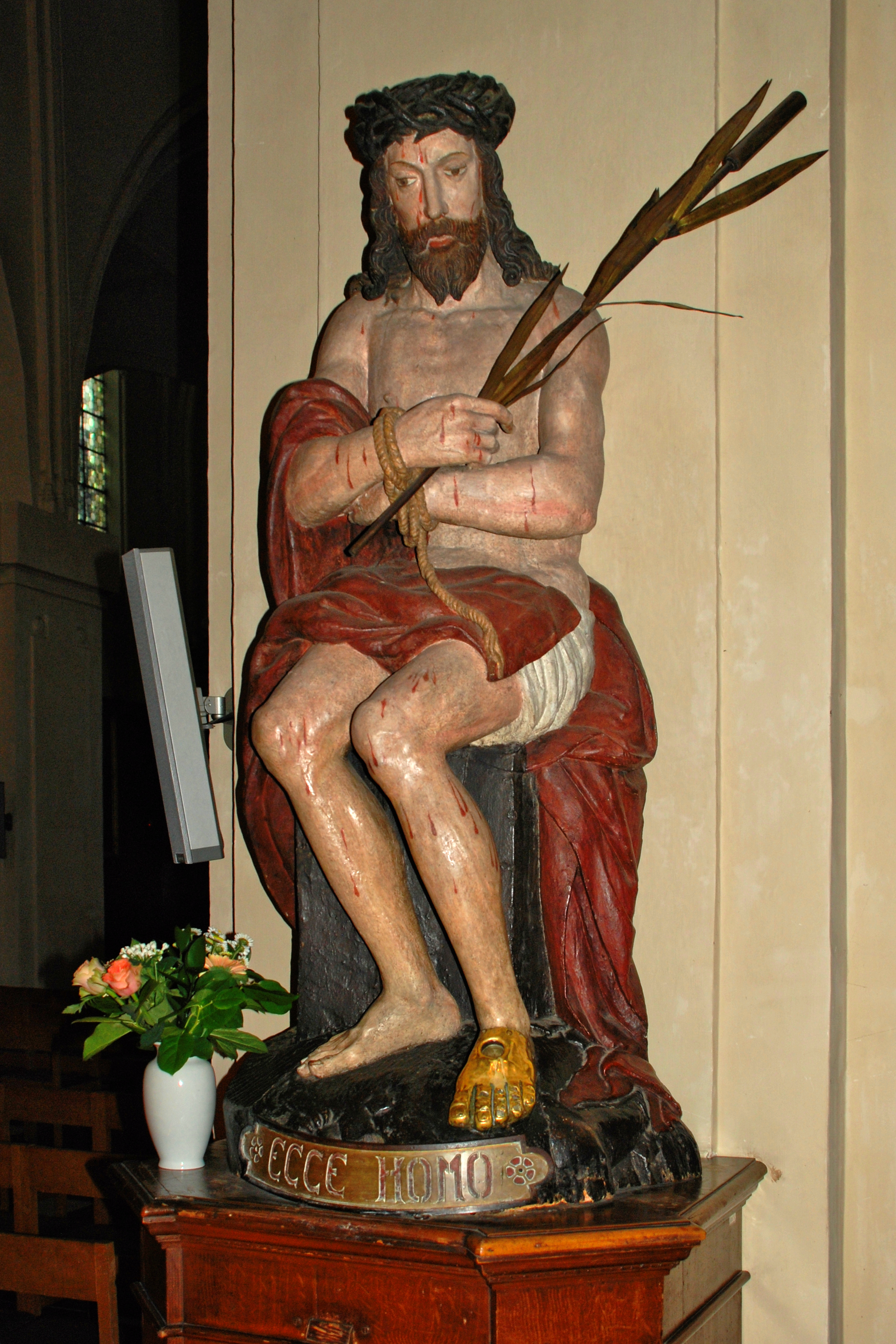
Église Saint-Nicolas de Bruxelles.

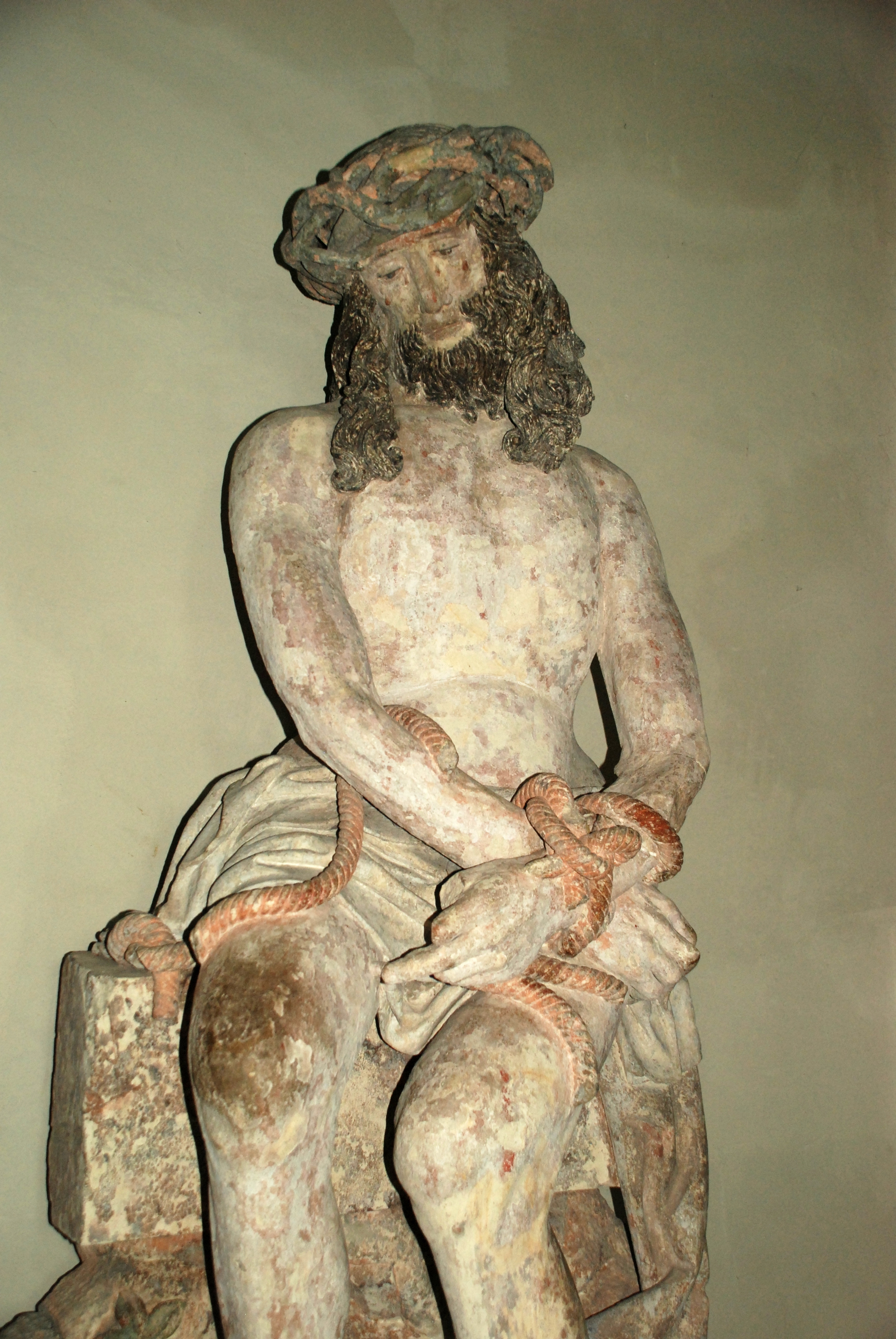
Céroux-Mousty (Belgique), le Christ de pitié.
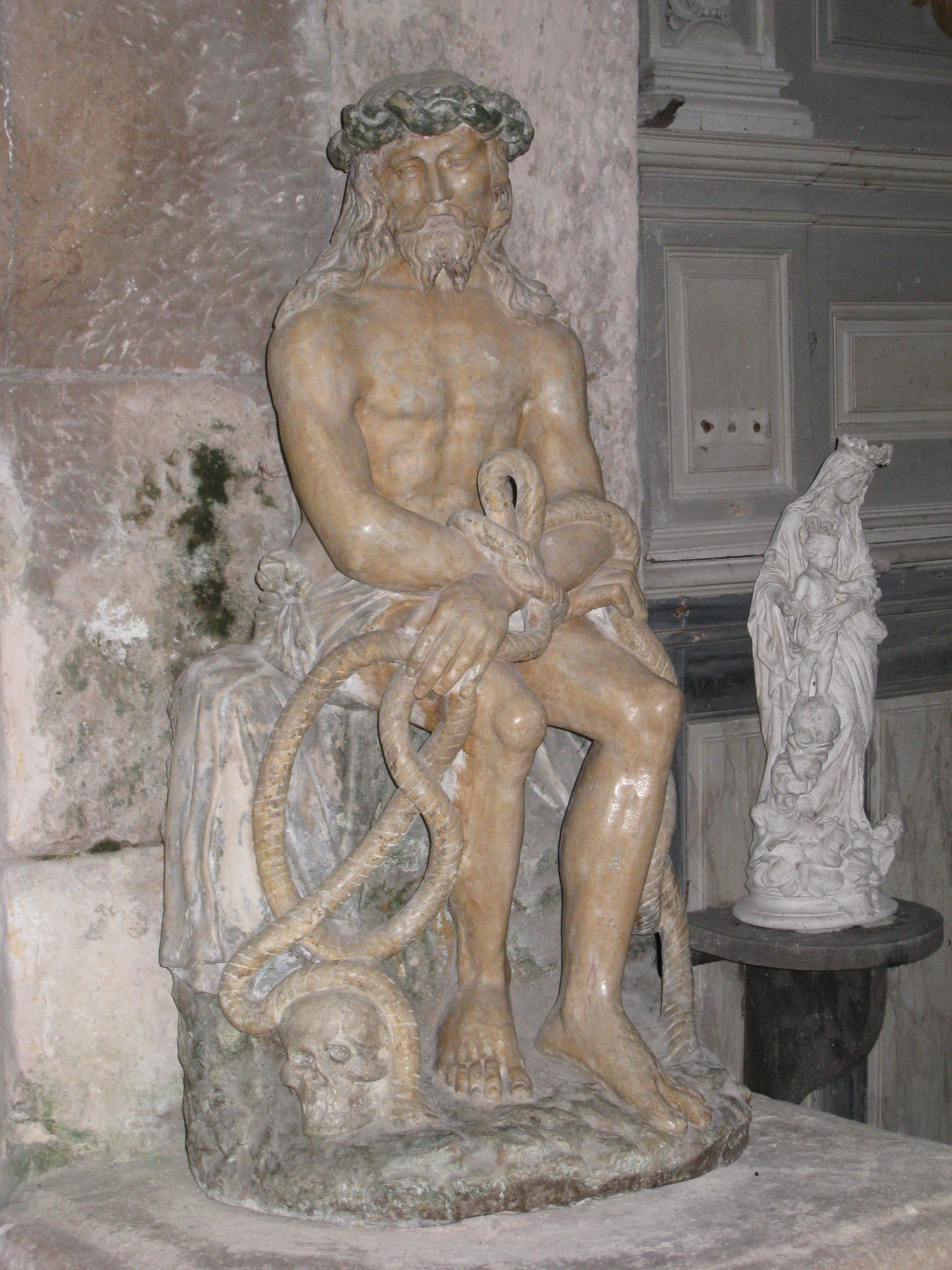
Saint-Seine-sur-Vingeanne ( Côte-d'Or), église Saint-Seine, Christ de pitié en pierre calcaire peinte.
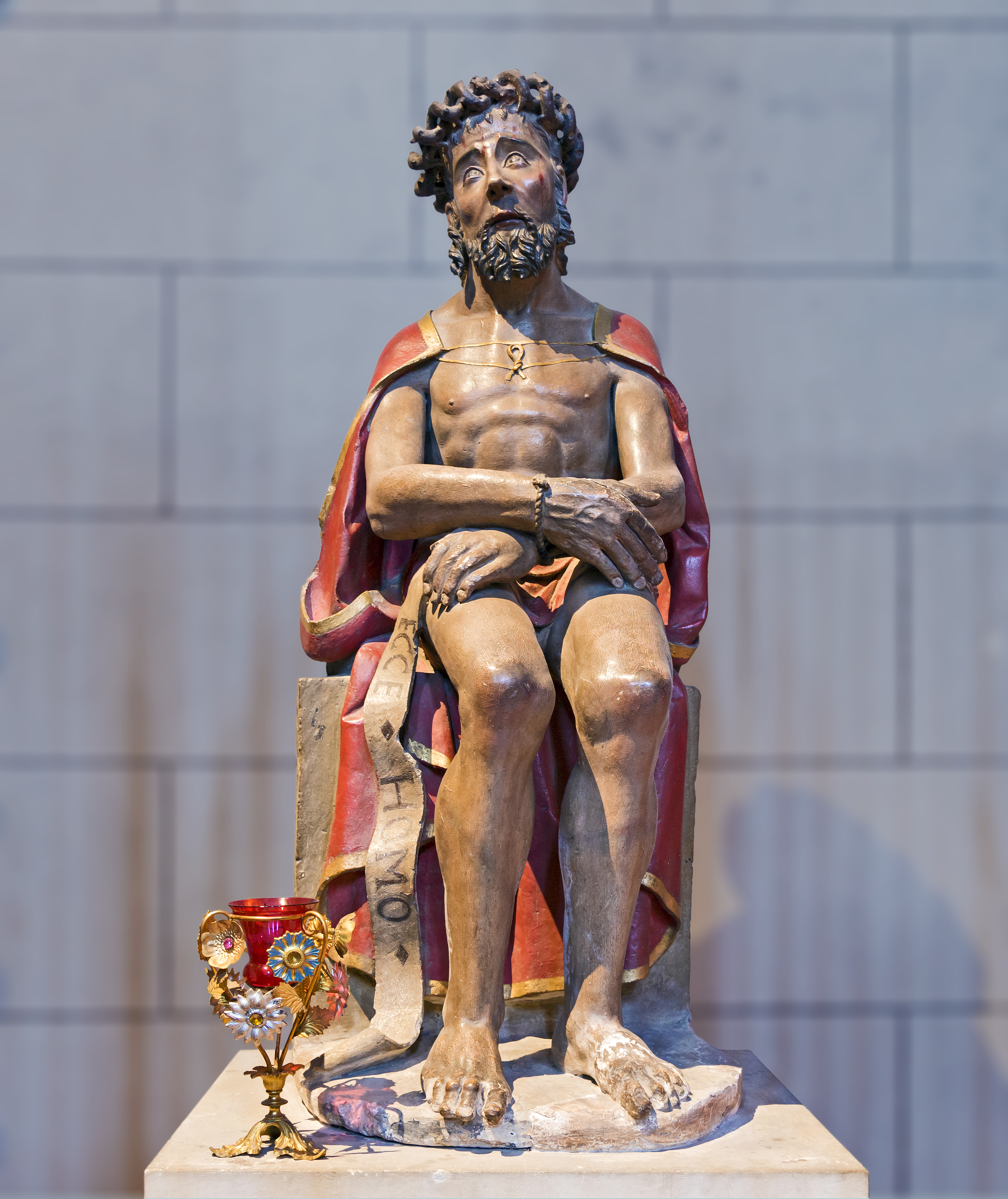
Toulouse, Église Notre-Dame de la Dalbade, Christ de pitié XVIe siècle.
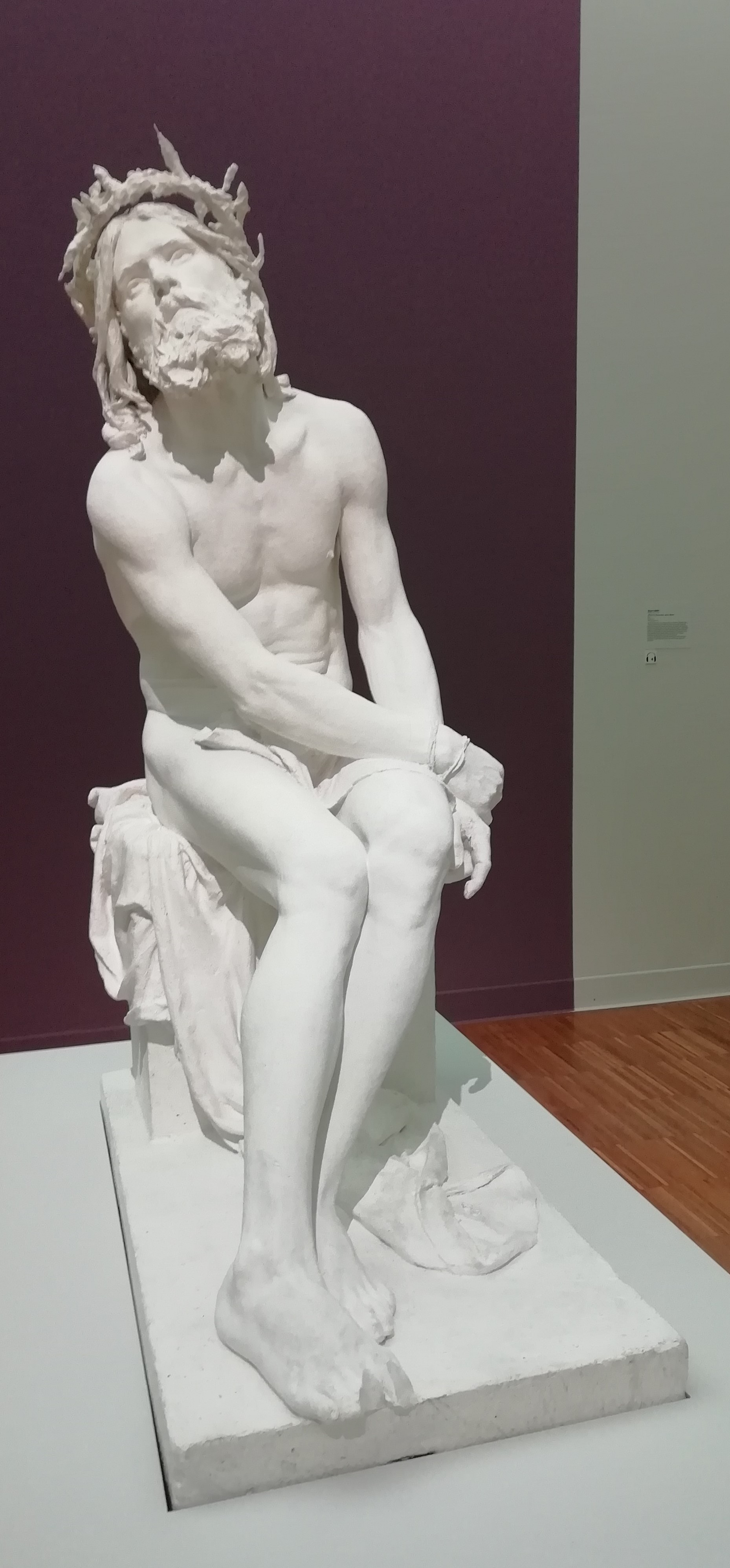
Jésus le Nazaréen, Ecce homo, (XIXe siècle), musée de Grenoble.